# محمد فرض‌پور ماچیانی
محمد فرض‌پور ماچیانی (زاده ۱۳۳۰ در رودسر - درگذشت ۱۳۹۴ در تهران) حقوق‌دان و سیاست‌مدار اهل ایران که دو دوره نمایندگی مردم آستارا را در دوره‌های اول و سوم برعهده داشت.
اوایل انقلاب، محمد فرض‌پور دادستان انقلاب اسلامی در شهرستان‌های بندر انزلی، تالش و آستارا بود که به دنبال درگیری خونین بین صیادان انزلی با ادارهٔ شیلات، در مهر ۱۳۵۸ از سمت خود استعفا داد.

## درگذشت
31 تیرماه به دلیل سرطان ریه درگذشت.

## تاریخچه انتخاباتی
| سال  | انتخابات   | رأی    | ٪    | رتبه | نتیجه              | منبع  |
| ---- | ---------- | ------ | ---- | ---- | ------------------ | ----- |
| ۱۳۵۸ | مجلس اول   | ۲٬۹۷۷  | ۳۵٫۳ | ۲    | راهیابی به دور دوم | [ ۶ ] |
| ۱۳۵۹ | مجلس اول   | ۴٬۹۰۰  | ۵۴٫۸ | ۱    | پیروزی             | [ ۷ ] |
| ۱۳۶۷ | مجلس سوم   | ۱۳٬۱۱۷ | ۴۹٫۷ | ۱    | پیروزی             |       |
| ۱۳۷۱ | مجلس چهارم | ؟      | ؟    | ؟    | شکست               |       |